# Grand Line: The First Concert
Grand Line: The First Concert (大航海) est la toute première tournée solo de Lay, un des membres du boys band sud-coréano-chinois EXO, qui a débuté le 6 juillet 2019 à Shanghai.

## Contexte
Le 17 mai, lors d'une conférence de presse pour l'émission Go Fighting!, Lay a révélé que le 6 juillet à Shanghai aura lieu son premier concert. 
Le 24 mai, via son compte Weibo, Lay a dévoilé un premier visuel de sa tournée solo intitulé « 大航海 », qui pourrait se traduire par « voile ». Quatre dates ont été annoncés en Chine dont Shanghai ainsi que Chongqing, Nankin et Pékin. Les prix des billets qui ont été révélés sur le site de billetterie Damai indique cinq catégories de prix différentes et toutes ont une signification particulière. Vendus entre 520 et 1991 ¥, chacun des prix des billets revêt une signification particulière pour Lay et ses fans. Les chiffres incluent des significations telles que l'anniversaire du chanteur, la date à laquelle le studio personnel de Lay a été créé ou encore des expressions chinoises. 
Le lendemain, iQiyi VIP a révélé qu'une conférence de presse aura lieu à Pékin le 1er juin en présence du chanteur pour présenter cette mini-tournée.

## Concept
Pour cette mini-tournée, le thème dominant est le nautique, Lay est présenté comme le capitaine d'un voilier. Les villes sont représentées telles des escales. Le capitaine Lay vivra ce "grand voyage" pour trouver son rêve.
Comme le présente le site de billetterie Damai : « L'aventure va commencer à Shanghai. Puis nous nous dirigerons vers la mystérieuse "île de cristal" de Chongqing. De là, nous nous dirigerons vers la magnifique île "Slim"  de Nankin. La destination finale sera le "monde imaginaire" de Pékin. À chacune de ces villes, nous sous la direction du capitaine Lay, nous allons explorer ce monde nautique et le rejoindre dans ce grand voyage pour trouver son rêve. Avec une équipe de danse de haut niveau, la scène inspirée du pont cabine sera une expérience immersive. L'éclairage associé à la musique offrira une mer romantique, passionnante, magnifique, étoilée et un plaisir auditif et visuel fascinant ! ».
Lay a déclaré : “J'espère que ma musique va briser les contraintes de distance.”

## Faits divers
- Les places pour son premier concert se sont vendues en 8 secondes[5].
- Les billets en pré-vente pour le concert à Nankin se sont vendus en 25 secondes[6].
- Les tickets pour le concert à Pékin se sont vendus en 31 secondes[7].
- Le concert censé avoir eu lieu le 17 août à Hong Kong a été annulé dû aux manifestations de ses citoyens contre la loi d'extradition.

## Programme
| Opening VCR + Entrance Show (Grand Line) - The Assembly Call - Mask (réarrangée) - Sheep (réarrangée) Ment - Tattoo - Boss VCR #2 - Honey - Can you feel me Ment - Bad - Mapo Tofu VCR #3 - Hold On - Give Me A Chance | Ment - Relax - Goodbye Christmas - Amusement Park - Lay U Down VCR #4 - Namanana - Save You - Peach Ment - Thing for You Encore VCR - Lose Control Ending Ment - what U need? - I Need U |

## Liste des concerts
| Date             | Ville     | Pays      | Lieu                                              |
| ---------------- | --------- | --------- | ------------------------------------------------- |
| Asie             |           |           |                                                   |
| 6 juillet 2019   | Shanghai  | Chine     | Mercedes-Benz Arena                               |
| 14 juillet 2019  | Chongqing | Chine     | Banan International Sports and Culture Center     |
| 20 juillet 2019  | Nankin    | Chine     | Nanjing Youth Olympic Sports Park                 |
| 3 août 2019      | Pékin     | Chine     | Cadillac Arena                                    |
| 25 août 2019     | Bangkok   | Thaïlande | Impact Arena                                      |
| 14 décembre 2019 | Shenzhen  | Chine     | Stade du centre sportif universitaire de Shenzhen |
| 15 décembre 2019 | Shenzhen  | Chine     | Stade du centre sportif universitaire de Shenzhen |

## Personnel
- Organisateurs de la tournée : Zhang Yixing Studio et SM Entertainment
- Artiste : Lay
- Billetterie : Damai.cn